# هنري جيمس مورغان
هنري جيمس مورغان هو موظف مدني ومؤلف كندي، ولد في 14 نوفمبر 1842 في مدينة كيبك في كندا، وتوفي في 27 ديسمبر 1913 في بروكفيل في كندا.